# Kioxia
Kioxia Corporation (jap. キオクシア株式会社 Kiokushia Kabushiki-gaisha) – japońskie przedsiębiorstwo elektroniczne, zajmujące się produkcją pamięci komputerowych. Jest spółką zależną będącą własnością holdingu Kioxia Holdings Corporation (jap. キオクシアホールディングス株式会社 Kiokushia Hōrudingusu Kabushiki-gaisha). Dawniej funkcjonowało pod nazwą Toshiba Memory Corporation (jap. 東芝メモリ株式会社 Tōshiba Memori Kabushiki-gaisha). Powstało w wyniku wydzielenia Toshiba Memory z Toshiba Corporation w kwietniu 2017 roku.